# 孙世林
孙世林（1988年10月24日—），辽宁省大连市人，中国足球运动员，曾效力于中超球队辽宁宏运和上海申花，司职边后卫或后腰，但因假球被中国足协终身禁赛。

## 球员生涯

### 哈尔滨毅腾
孙世林10岁时被体校选中。据说，那时他的学习成绩不错，家人大多反对他去踢球，只有他的父亲支持他。不过，孙世林还是去了体校。后来，孙世林所在的队伍被大连毅腾收购。孙世林也就在2006年以主力球员身份打上了中国足球乙级联赛，司职左边后卫。这一年哈尔滨毅腾成功冲上中甲。2007赛季和2008赛季，孙世林改打后腰。2007年7月，孙世林入选中国U18国家足球队。2007年8月18日，哈尔滨毅腾与南京有有的比赛，王静铉累计黄牌停赛，柏小磊也在前一轮比赛中吃到黄牌，教练认为首发的吕建军往返国奥队和毅腾队间并不熟悉球队，于是便让孙世林担任球队队长。这是他第一次戴上队长袖标。此后，孙世林正式成为毅腾队长。有媒体称，孙世林是中国职业联赛史上最年轻的队长。2008年5月，毅腾客场2比2战平北京宏登的比赛中，孙世林远射打入一球，帮助球队1比0领先。这是他的首粒职业比赛入球。2008年底，哈尔滨毅腾降入乙级，孙世林渐渐失去了主力位置。2009年，孙世林代表山东男子足球队，参加中华人民共和国第十一届运动会男足比赛获得铜牌。2010年10月16日，中国足球乙级联赛大连毅腾客场与天津火车头的比赛中，孙世林遭到暴力侵犯。据媒体报道，网上流传着这场比赛的视频片段，视频中天津火车头队的教练拿着足球对本队6号周俊说了一些话，边说边指着毅腾8号孙世林，周俊随即将界外球掷给对方球员孙世林，孙世林立即将球踢走，但仍然被天津火车头队两名球员飞踹倒地。视频所配文字解说称，火车头队的教练当时吩咐周俊，把球掷给对方8号，然后踢断他的腿，踢断有奖。记者采访火车头队，官员并未回应“踢断腿有奖”的传言；毅腾队官员则表示，孙世林当时如果不躲，腿肯定就断了。这年中乙总决赛大连毅腾与天津松江的比赛中，毅腾队员受伤之后松江队继续进攻，毅腾队员不满，孙世林推搡松江球员招致红牌处罚。上前说理的毅腾队助理教练亦被罚出场外。松江队的荣宇随后因报复动作吃到第二张黄牌，也被罚出场。此事被搜狐体育评为当年的“中乙六大争议”之一。

### 抚顺罕王
2011年，志在冲入中甲的抚顺新野罕王打包买下了毅腾的孙世林、张靖洋、王子铭。抚顺队在预赛阶段夺得北区冠军，但是在淘汰赛的第一轮就败给了南区第四名东莞南城。俱乐部决定暂时告别职业联赛，专心年轻球员培养。

### 福建骏豪
2012年初，辽宁宏运将抚顺罕王一线队整体收购，孙世林成了辽宁队的球员。但是，由于球队的内援指标已经用完，孙世林不能代表一线队打比赛。俱乐部原本想让他参加预备队比赛，然而最后决定把他租借给中甲球队福建骏豪。赛季中，孙世林出任福建骏豪队长。赛季结束后，福建队希望买断孙世林，但辽宁队拒绝了请求。

### 辽宁宏运
2013年，孙世林回到辽宁队参加中超联赛。前半个赛季，他的出场次数很少。中期转会时，他向主教练马林提议，想把自己租借出去半年，好有比赛可踢。马林不放他走，告诉他说下半个赛季肇俊哲、杨宇等人会有伤病，孙世林会有出场的机会。后半个赛季，他的出场机会真的多了起来。
2015年3月13日，中国足球协会纪律委员会宣布，孙世林因为年龄造假被禁止参加中国足协举办的比赛3个月，时间从2015年2月28日到2015年5月27日。解禁不久的孙世林又惹了新的麻烦。7月25日，中超联赛第21轮辽宁宏运与江苏舜天的比赛中，孙世林在明显得不到球的情况下，发力踢向对方球员吴曦的右膝。后者倒地，随后无法坚持比赛而被换下场。当值主裁王津仅给孙世林出了一张黄牌。报道说，舜天球员上前围住孙世林理论，孙世林很嚣张，毫无愧疚之情。辽宁队主教练当即将孙世林换下。孙世林的这次犯规引起了媒体的热议，他也因此成为了2015年中超联赛第21轮的焦点人物。

### 上海绿地申花
2016年12月1日，孙世林加盟上海绿地申花。
在2017赛季中超第二轮，上海绿地申花和天津权健比赛中，孙世林在对方球员帕托罚丢点球后，向帕托竖起大拇指。孙世林自己解释是称赞帕托的“公平竞赛”行为，而更多人认为这是一种讽刺。最后孙世林遭中国足协停赛2场，罚金1万人民币。
2019年中超赛季第一轮上海绿地申花对阵上海上港的比赛中，孫世林因揮手擊打上港球员奥斯卡，赛后上海绿地申花宣布对其罚款人民币30万元，并下放预备队，在此期间暂停发放其薪资。
2023年3月，孙世林被查出伙同他人参与赌球等违法犯罪活动，已经被辽宁警方立案调查。2024年9月10日，中国足球协会在大连召开新闻发布会公告，孙世林被终身禁止参加中国境内有关的足球活动。

## 荣誉

### 上海申花
- 中国足协杯冠军：2017